# 宇野政秀
宇野 政秀（うの まさひで）は、室町時代から戦国時代にかけての武将。赤松氏の一族で赤松則祐の6世の孫。高枕軒性喜（こうちんけんしょうき）と号する。塩屋城主。
赤松政秀ともいい、玄孫が同名・同官途である。政秀は赤松姓を名乗るもその出自には不明な点が多く、宇野と書かれることもあり、本姓はこちらの可能性もあるという。

## 生涯

### 赤松家復興
享徳3年（1454年）、赤松氏復興を目指す赤松則尚の挙兵に呼応して兵を挙げたのが政秀の初見とされる。この挙兵は翌享徳4年（1455年）には山名宗全によって鎮圧され、則尚は自害に追い込まれたが、政秀は山名軍の追跡をかわし姿をくらました。後に長禄の変における神璽奪回の功によって長禄2年（1458年）に赤松政則が加賀半国守護に任じられ、赤松家復興を果たすと政秀もその家臣の列に加わった。
京都にて浦上則宗が侍所所司代を務めながら幼主・赤松政則の補佐をする一方で、政秀は堀秀世らと共に、嘉吉の乱で宗全ら山名氏の統治するところとなった赤松旧領の播磨国に向かい、赤松旧臣を糾合して山名氏に対抗した。政秀の播磨掌握は速やかに行われたようで、早くも応仁元年（1467年）12月頃には諸役免除などの文書を発給している。この政秀の統治は文明15年（1483年）の山名氏の侵攻まで保たれた。
政秀の他の活動としては、応仁の乱で東軍に属して畿内を転戦、文明元年（1469年）10月に備後国守護・山名是豊（宗全の次男だが父に反抗していた）の軍勢に加わり摂津国兵庫で大内政弘の軍を破り、文明3年（1471年）からは宇野上野入道や浦上則宗と共に交通の要衝である山城山崎城の守備を任されていたが、翌文明4年（1472年）8月に西軍の畠山義就の急襲に敗れて城を放棄したことが知られる。

### 福岡合戦
文明15年（1483年）、山名政豊（宗全の孫）と結んだ備前国の松田元成が赤松家の守護所で櫛橋則伊や小鴨大和守ら赤松方の諸将の籠る備前福岡城を急襲した。この際に政秀と浦上則宗の子・則景が福岡城救援に派遣されたが、福岡城に到着する前の同年12月25日に赤松政則の本隊が播磨に迫る政豊を迎撃するも大敗し（真弓峠の戦い）、政則が山名軍に敗れ姫路へと敗走した報に兵に動揺が走り、結局福岡城救援には向かうことが出来ず途中で播磨へと兵を返した。これによって福岡城は奪われ、播磨・備前・美作の3かｐ国における赤松家の威信は大きく揺らいだ。
この後、則宗や小寺則職らが共謀して権威の失墜した政則を廃して、有馬慶寿丸（澄則か）を新たな君主に擁立すべく大御所・足利義政に働き掛けるという事件があったが政秀はこの企てには参加していなかった。この後申請が却下された為、播磨国衆に山名に寝返る者や勝手に新たな赤松氏当主を擁立しようと目論む者などが出始め更に混乱し、一時は浦上氏の本拠である三石城まで包囲されるなど危機に立たされた。
文明17年（1485年）閏3月末、京で隠棲していた政則が幕府の援助を受けて復帰し、蔭木城を攻め落とした。この報を政秀らは京都で聞き、相国寺蔭涼軒の亀泉集証を訪ねて祝宴を行ったという。この一件以降、政秀や則宗は正式に政則と和睦して再び盟主と仰ぎ、指揮下に入ることとなった。そして間もなく、政秀は出家して高枕軒性喜と号した。以後は子の則貞が政秀の担っていた郡代の職務にあたるようになる。
長享2年（1488年）には福岡城が奪還され、播磨に進行していた山名軍も領国へと引き上げ、足掛け6年に及んだ山名氏のとの戦いが終結したが、政則はこの山名氏との戦に功のあった別所則治を東播磨8郡の守護代に任命し、政秀の守護代の担当区分は西播磨半国へと縮小された。

### 東西取合合戦
明応5年（1496年）に政則が没すると、養子で幼い義村が継いだが、政則の継室である洞松院は義村を無視して権勢を振るい、浦上則宗も義村を蔑ろにして専横を極めるようになった。これに対して則宗の同族の浦上村国が則宗に反発して対抗し、その混乱に乗じて東播磨の別所則治が独自の動きを見せ始めた。こうして赤松氏は三分された。
明応8年（1499年）、村国の猛攻によって則宗は敗退（東西取合合戦）、宇喜多能家の奮迅によって辛うじて撤退し、義村を連れ政秀の塩屋城に逃げ込むと、政秀は義村を擁した則宗を匿って田路左京亮に村国を攻めさせ、自身は上洛して幕府にかけあい、11代将軍・足利義澄の停戦令を得て和睦を整えた。こうして家中の内乱を終結させると、3年後の文亀2年（1502年）10月25日に死去した。享年は81とされる。

## 龍野赤松氏系図
```
　　　
政秀

　　 　┃
　　　
則貞

　　 　┃
　　　 某
　　 　┣━━┓
　　　
村秀
 
広岡殿
？
　　 　┃
　　　
政秀

　　 　┣━━┓
　　　
広貞
　
広秀

　『龍野市史』所収系図
```